# Göppersdorf (Wechselburg)
Göppersdorf ist ein Ortsteil der Gemeinde Wechselburg im sächsischen Landkreis Mittelsachsen. Der Ort wurde am 1. Juli 1950 nach Nöbeln eingemeindet, mit dem er am 1. Januar 1994 zur Gemeinde Wechselburg kam.

## Geographie

### Geographische Lage und Verkehr
Göppersdorf liegt im Osten der Gemeinde Wechselburg, direkt westlich der Bundesstraße 107. Nördlich des Orts verläuft die Staatsstraße 240. Der durch den Ort fließende Wünschbach teilt den Ort in zwei Teile. Er entwässert über den Höselbach in die Zwickauer Mulde.

### Nachbarorte
| Meusen     | Beedeln                                     | Bernsdorf      |
| Nöbeln     | Kompassrose, die auf Nachbargemeinden zeigt | Zschoppelshain |
| Seitenhain | Wiederau                                    |                |

## Geschichte

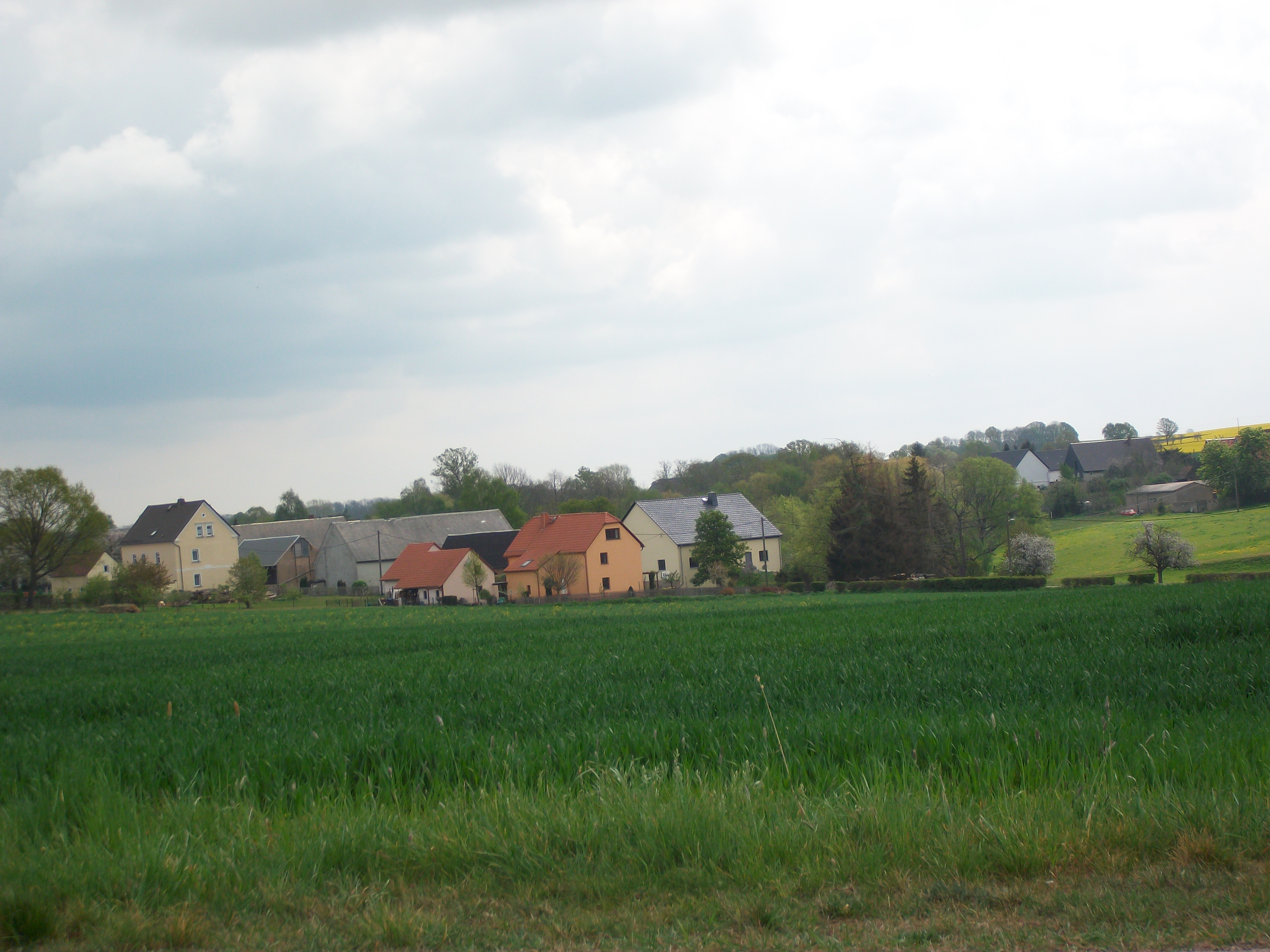
Ortsansicht von Göppersdorf

Das Waldhufendorf Göppersdorf wurde im Jahr 1378 als Gotfritsdorf erwähnt. Wahrscheinlich wurde der Ort aber bereits um 1170 als deutsches Rodungsdorf am Rand des Rochlitzer Altsiedelgebiets angelegt. Ursprünglich gehörte der Ort zum Besitz des Klosters Zschillen. Dieses kam im Jahr 1543 mit dem gesamten Besitz an Herzog Moritz von Sachsen, der es umgehend säkularisierte und an die Herren von Schönburg gegen die Orte Hohnstein, Wehlen und Lohmen in der heutigen Sächsischen Schweiz vertauschte. Daher kam für den Ort und die Klosteranlage der Name Wechselburg auf. Seitdem wurde Göppersdorf als Amtsdorf der schönburgischen Herrschaft Wechselburg geführt, welche den Herren von Schönburg unter wettinischer Oberhoheit gehörte. Kirchlich gehört Göppersdorf seit jeher zu Wechselburg.
Im Rahmen der administrativen Neugliederung des Königreichs Sachsen wurde Göppersdorf als Teil der schönburgischen Lehnsherrschaft Wechselburg im Jahr 1835 der Verwaltung des königlich-sächsischen Amts Rochlitz unterstellt. Im Jahr 1856 kam Göppersdorf zum Gerichtsamt Rochlitz und 1875 an die neu gegründete Amtshauptmannschaft Rochlitz.
Göppersdorf wurde am 1. Juli 1950 nach Nöbeln eingemeindet. Durch die zweite Kreisreform in der DDR im Jahr 1952 wurde die Gemeinde Nöbeln mit ihren Ortsteilen dem Kreis Rochlitz im Bezirk Chemnitz (1953 in Bezirk Karl-Marx-Stadt umbenannt) angegliedert, der 1990 als sächsischer Landkreis Rochlitz fortgeführt wurde und 1994 im Landkreis Mittweida bzw. 2008 im Landkreis Mittelsachsen aufging. Am 1. Januar 1994 erfolgte die Eingemeindung von Nöbeln mit seinen vier Ortsteilen nach Wechselburg, wodurch Göppersdorf seitdem ein Ortsteil von Wechselburg ist.